# Lijst van rijksmonumenten in Maastricht/Tongersestraat
Een overzicht van de 53 rijksmonumenten in de stad Maastricht gelegen aan of bij de Tongersestraat.
| Object | Oorspronkelijke functie? | Bouwjaar                            | Architect | Locatie              | Coördinaten?                  | Nr.?  | Afbeelding        |
| --- | ------------------------ | ----------------------------------- | --------- | -------------------- | ----------------------------- | ----- | ----------------- |
| Hoekhuis, waarvan de eenvoudige lijstgevels voorzien zijn van vensters in Naamse steen. | Woonhuis                 | 19e eeuw                            |           | Tongersestraat 1     | 50° 50' 47" NB, 5° 41' 15" OL | 27625 | Meer afbeeldingen |
| Hoekhuis met brede lijstgevel. | Gebouw                   | 18e eeuw                            |           | Tongersestraat 2     | 50° 50' 48" NB, 5° 41' 14" OL | 27626 | Meer afbeeldingen |
| Hoekhuis, grotendeels herbouwd met toepassing van oude onderdelen. Op de latei IN DE GALLEYE, daarboven een gevelsteen met galei, geflankeerd door twee verticale banden met ANNO 1739.                                                                                            | Woonhuis                 | 1739                                |           | Tongersestraat 3     | 50° 50' 47" NB, 5° 41' 14" OL | 27627 | Meer afbeeldingen |
| Huis met lijstgevel, voorzien van hoekblokken en een segmentboogingang in Naamse steen. | Gebouw                   | 18e eeuw                            |           | Tongersestraat 4     | 50° 50' 47" NB, 5° 41' 13" OL | 27628 | Meer afbeeldingen |
| Huis met lijstgevel. | Woonhuis                 | 17e eeuw                            |           | Tongersestraat 5     | 50° 50' 47" NB, 5° 41' 14" OL | 27629 | Meer afbeeldingen |
| Het huis van de Commandant, met brede voorgevel, in de trant der zgn. Maaslandse renaissance, voorzien van profiellijsten en eindigend in een hoofdgestel met consoles. | Militair verblijfsgebouw | 17e eeuw                            |           | Tongersestraat 6     | 50° 50' 47" NB, 5° 41' 12" OL | 27630 | Meer afbeeldingen |
| Huis met lijstgevel | Woonhuis                 | 1644                                |           | Tongersestraat 7     | 50° 50' 47" NB, 5° 41' 14" OL | 27631 | Meer afbeeldingen |
| Huis met witgeverfde voorgevel, in de trant der zgn. Maaslandse Renaissance, voorzien van profiellijsten en eindigend in een hoofdgestel met consoles. | Gebouw                   | 17e eeuw                            |           | Tongersestraat 8     | 50° 50' 47" NB, 5° 41' 12" OL | 27632 | Meer afbeeldingen |
| Huis, met eenvoudige lijstgevel. | Woonhuis                 | laatste helft 19e eeuw              |           | Tongersestraat 9     | 50° 50' 47" NB, 5° 41' 13" OL | 27633 | Meer afbeeldingen |
| Huis met lijstgevel, in de trant der zgn. Maaslandse renaissance, voorzien van horizontale profiellijsten en eindigend in een hoofdgestel met consoles. | Woonhuis                 | 17e eeuw                            |           | Tongersestraat 10    | 50° 50' 47" NB, 5° 41' 12" OL | 27634 | Meer afbeeldingen |
| Pand met lijstgevel. | Woonhuis                 | 17e eeuw                            |           | Tongersestraat 10A   | 50° 50' 47" NB, 5° 41' 11" OL | 27635 | Meer afbeeldingen |
| Huis met lijstgevel. | Woonhuis                 | 1719                                |           | Tongersestraat 11    | 50° 50' 47" NB, 5° 41' 13" OL | 27636 | Meer afbeeldingen |
| Huis met lijstgevel. | Gebouw                   | 18e eeuw                            |           | Tongersestraat 12    | 50° 50' 47" NB, 5° 41' 11" OL | 27637 | Meer afbeeldingen |
| Huis met lijstgevel. | Woonhuis                 | 18e eeuw                            |           | Tongersestraat 13    | 50° 50' 47" NB, 5° 41' 13" OL | 27638 | Meer afbeeldingen |
| Huis met smalle lijstgevel. | Woonhuis                 |                                     |           | Tongersestraat 14    | 50° 50' 46" NB, 5° 41' 11" OL | 27639 | Meer afbeeldingen |
| Huis met lijstgevel. | Woonhuis                 |                                     |           | Tongersestraat 15    | 50° 50' 47" NB, 5° 41' 13" OL | 27640 | Meer afbeeldingen |
| Huisje met lijstgevel. Gevelsteen met raaf: IN DEN RAEF. | Woonhuis                 | 18e eeuw                            |           | Tongersestraat 16    | 50° 50' 46" NB, 5° 41' 11" OL | 27641 | Meer afbeeldingen |
| Huis met lijstgevel van Naamse steen. | Woonhuis                 | eerste helft 18e eeuw               |           | Tongersestraat 17    | 50° 50' 47" NB, 5° 41' 12" OL | 27642 | Meer afbeeldingen |
| Huis met lijstgevel van Naamse steen. | Gebouw                   | 18e eeuw                            |           | Tongersestraat 18    | 50° 50' 46" NB, 5° 41' 10" OL | 27643 | Meer afbeeldingen |
| Huis met eenvoudige lijstgevel. | Woonhuis                 |                                     |           | Tongersestraat 19    | 50° 50' 46" NB, 5° 41' 12" OL | 27644 | Meer afbeeldingen |
| Huis met lijstgevel, voorzien van segmentboogvensters in Naamse steen. | Gebouw                   | laatste helft 18e eeuw              |           | Tongersestraat 20    | 50° 50' 46" NB, 5° 41' 10" OL | 27645 | Meer afbeeldingen |
| Huis met eenvoudige lijstgevel, voorzien van hardstenen omramingen. | Woonhuis                 | 18e - 19e eeuw                      |           | Tongersestraat 21    | 50° 50' 46" NB, 5° 41' 12" OL | 27646 | Meer afbeeldingen |
| Huis met voorgevel in de trant der zgn. Maaslandse renaissance. | Gebouw                   | 1690                                |           | Tongersestraat 22    | 50° 50' 46" NB, 5° 41' 10" OL | 27647 | Meer afbeeldingen |
| Huis met eenvoudige lijstgevel. | Gebouw                   | 19e eeuw                            |           | Tongersestraat 24    | 50° 50' 46" NB, 5° 41' 10" OL | 27648 | Meer afbeeldingen |
| Huis met lijstgevel, voorzien van vensters in Naamse steen. | Woonhuis                 | 18e eeuw                            |           | Tongersestraat 25    | 50° 50' 46" NB, 5° 41' 12" OL | 27650 | Meer afbeeldingen |
| Huis, met eenvoudige lijstgevel, voorzien van hoekblokken en segmentboogvensters. | Woonhuis                 | 18e eeuw                            |           | Tongersestraat 27    | 50° 50' 46" NB, 5° 41' 11" OL | 27651 | Meer afbeeldingen |
| Hardstenen poort met blokwerk en bekroning en voorzien van twee schamppalen. | Voorwerk                 | 18e eeuw (poort) / 1934 (bekroning) |           | Tongersestraat 28    | 50° 50' 46" NB, 5° 41' 10" OL | 27652 | Meer afbeeldingen |
| Huis met lijstgevel, voorzien van kozijnen van Naamse steen. | Gebouw                   | 1725                                |           | Tongersestraat 29    | 50° 50' 46" NB, 5° 41' 11" OL | 27653 | Meer afbeeldingen |
| Huis met lijstgevel. | Gebouw                   | 18e eeuw                            |           | Tongersestraat 32    | 50° 50' 45" NB, 5° 41' 9" OL  | 27654 | Meer afbeeldingen |
| Huis met lijstgevel. | Woonhuis                 | 18e eeuw                            |           | Tongersestraat 33    | 50° 50' 46" NB, 5° 41' 11" OL | 27655 | Meer afbeeldingen |
| Huis met eenvoudige gepleisterde lijstgevel. | Gebouw                   | 19e eeuw                            |           | Tongersestraat 34-36 | 50° 50' 45" NB, 5° 41' 9" OL  | 27656 | Meer afbeeldingen |
| Huis, waarvan de voorgevel sporen vertoont van een afgehakt hoofdgestel met consoles in de trant der zgn. Maaslandse renaissance. | Gebouw                   | 17e eeuw                            |           | Tongersestraat 35A   | 50° 50' 45" NB, 5° 41' 10" OL | 27657 | Meer afbeeldingen |
| Huis met eenvoudige lijstgevel. | Gebouw                   | eerste helft 18e eeuw               |           | Tongersestraat 37    | 50° 50' 45" NB, 5° 41' 10" OL | 27658 | Meer afbeeldingen |
| Huis met brede lijstgevel. | Woonhuis                 | 18e eeuw                            |           | Tongersestraat 41    | 50° 50' 44" NB, 5° 41' 9" OL  | 27659 | Meer afbeeldingen |
| Huis met lijstgevel. | Woonhuis                 | 18e eeuw                            |           | Tongersestraat 43    | 50° 50' 44" NB, 5° 41' 9" OL  | 27660 | Meer afbeeldingen |
| Huis met lijstgevel. | Woonhuis                 | 18e eeuw                            |           | Tongersestraat 45    | 50° 50' 44" NB, 5° 41' 9" OL  | 27661 | Meer afbeeldingen |
| Huis met lijstgevel. | Woonhuis                 | 17e eeuw                            |           | Tongersestraat 47    | 50° 50' 44" NB, 5° 41' 8" OL  | 27662 | Meer afbeeldingen |
| Groot huis met brede lijstgevel. | Gebouw                   | 1749                                |           | Tongersestraat 49    | 50° 50' 44" NB, 5° 41' 8" OL  | 27663 | Meer afbeeldingen |
| Huis met gepleisterde lijstgevel en gevelsteen met schaap. | Woonhuis                 | 19e eeuw                            |           | Tongersestraat 52    | 50° 50' 45" NB, 5° 41' 8" OL  | 27664 | Meer afbeeldingen |
| Koetspoort met twee zijpoortjes, toegang tot het plein voor de voormalige rectoraatskerk van het Heilige Hart, deel uitmakende van het Canisianum. Tevens de topgevel van het hoofdgebouw van het Canisianum, behoord hebbende tot het voormalige huis van de graaf de Vilain XIV. | Woonhuis                 | 18e - 19e eeuw                      |           | Tongersestraat 53    | 50° 50' 44" NB, 5° 41' 7" OL  | 27665 | Meer afbeeldingen |
| Huis met lijstgevel. | Gebouw                   | 18e eeuw                            |           | Tongersestraat 54    | 50° 50' 44" NB, 5° 41' 7" OL  | 27666 | Meer afbeeldingen |
| Huis met lijstgevel. | Gebouw                   | 18e eeuw                            |           | Tongersestraat 56    | 50° 50' 44" NB, 5° 41' 7" OL  | 27667 | Meer afbeeldingen |
| Huis met lijstgevel. | Gebouw                   | 17e eeuw                            |           | Tongersestraat 58    | 50° 50' 44" NB, 5° 41' 7" OL  | 27668 | Meer afbeeldingen |
| Huis, met trapgevels opzij. | Woonhuis                 | 17e eeuw                            |           | Tongersestraat 60    | 50° 50' 44" NB, 5° 41' 7" OL  | 27669 | Meer afbeeldingen |
| Huis met lijstgevel. | Woonhuis                 | 17e eeuw                            |           | Tongersestraat 64    | 50° 50' 44" NB, 5° 41' 6" OL  | 27670 | Meer afbeeldingen |
| Huis met voorgevel, met moderne trapgevel. | Woonhuis                 | 17e eeuw                            |           | Tongersestraat 66    | 50° 50' 44" NB, 5° 41' 5" OL  | 27671 | Meer afbeeldingen |
| Huis met brede lijstgevel met koetspoort. | Gebouw                   | eerste helft 18e eeuw               |           | Tongersestraat 68    | 50° 50' 44" NB, 5° 41' 5" OL  | 27675 | Meer afbeeldingen |
| Huis met lijstgevel. | Gebouw                   |                                     |           | Tongersestraat 70    | 50° 50' 44" NB, 5° 41' 4" OL  | 27672 | Meer afbeeldingen |
| Huis met lijstgevel. | Gebouw                   | eerste helft 18e eeuw               |           | Tongersestraat 84    | 50° 50' 43" NB, 5° 41' 3" OL  | 27673 | Meer afbeeldingen |
| Huis met lijstgevel. | Gebouw                   | 18e eeuw                            |           | Tongersestraat 86    | 50° 50' 43" NB, 5° 41' 2" OL  | 27674 | Meer afbeeldingen |
| Huis met lijstgevel. | Gebouw                   |                                     |           | Tongersestraat 88    | 50° 50' 43" NB, 5° 41' 2" OL  | 27676 | Meer afbeeldingen |
| Huis met eenvoudige lijstgevel. | Gebouw                   |                                     |           | Tongersestraat 90    | 50° 50' 43" NB, 5° 41' 2" OL  | 27677 | Meer afbeeldingen |
| Voormalig wachthuis aan de Tongerse Poort. | Gebouw                   | 18e eeuw                            |           | Tongersestraat 92    | 50° 50' 43" NB, 5° 41' 1" OL  | 27678 | Meer afbeeldingen |